# ريتشارد موريس
ريتشارد موريس (بالإنجليزية: Richard G. Morris)‏  (و. 1948  م) هو أحيائي، وعالم أعصاب، وأستاذ جامعي بريطاني، وهو عضوٌ في الجمعية الملكية، والجمعية الأميركية لتقدم العلوم، والجمعية الملكية النرويجية للعلوم والآداب، والأكاديمية الأمريكية للفنون والعلوم.

## التعليم
تعلم في جامعة ساسكس.

## جوائز
حصل على جوائز منها:
- The Brain Prize [الإنجليزية]‏ (2016)
- جائزة اللدونة العصبية  [لغات أخرى]‏ (2013)
- مؤسسة فيلدبيرغ  [لغات أخرى]‏ (2006)
- قائد وسام الامبراطورية البريطانية
- زميل في الجمعية الملكية.